# Авдеево (Усть-Кубинский район)
Авдеево — деревня в Усть-Кубинском районе Вологодской области.
Входит в состав Заднесельского сельского поселения, с точки зрения административно-территориального деления — в Заднесельский сельсовет.
Расстояние по автодороге до районного центра Устья — 13,5 км, до центра муниципального образования Заднего — 4,5 км. Ближайшие населённые пункты — Кихть, Омеликово, Заднее.
По переписи 2002 года население — 3 человека.